# Unaufmerksamkeitstaubheit
Unaufmerksamkeitstaubheit (auch Taubheit wegen Unaufmerksamkeit; engl. inattentional deafness) ist die Nichtwahrnehmung von Geräuschen, bedingt durch die begrenzte Verarbeitungskapazität des menschlichen Gehirns.
Die Unaufmerksamkeitstaubheit handelt davon, dass nur Geräusche und Töne wahrgenommen oder bemerkt werden, auf die die Aufmerksamkeit gerichtet wurde. Das Gehirn  muss selektieren, welche Informationen relevant sind und welche weniger. Erst indem sich die Aufmerksamkeit einem Reiz zuwendet, wird dieser bewusst. Die Aktivität bestimmter Gehirnstrukturen wird von der Ausrichtung der Aufmerksamkeit beeinflusst.

## Experiment von James S. P. Macdonald und Nilli Lavie
Macdonald und Lavie (2011) zeigten den Versuchspersonen Kreuzformen auf einem Bildschirm. Jedes der Kreuze hatte einen blauen und einen grünen Arm, und der eine Arm war etwas länger als der andere. Als Erstes wurden die Probanden gebeten, per Tastatur zu zeigen, welcher Kreuzarm blau oder welcher der längere war. Die zweite Aufgabe war dann etwas schwieriger als die erste, weil die Teilnehmer besonders aufmerksam sein mussten, um den feinen Unterschied in der Länge der Kreuzarme zu erkennen. Alle Versuchspersonen trugen Kopfhörer, die, so hatte man ihnen gesagt, die Konzentration auf die Aufgabe verbessern würden.
Während des Experiments wurde ein hörbarer Ton auf den Kopfhörern abgespielt, entweder über weißem Rauschen oder allein. Zum Schluss wurden die Teilnehmer gefragt, ob sie den Ton beachtet hätten. Tatsächlich hatten die Befragten den Ton während der anspruchsvolleren Aufgabe seltener gehört, auch wenn er allein gespielt wurde.

## Ergebnisse
- Wenn die Versuchspersonen mit einer elementaren Beobachtungsaufgabe beschäftigt sind, nehmen sie manchmal einen unerwarteten Ton nicht wahr.
- Die Höhe der inattentional deafness hängt vom Schwierigkeitsgrad der Beobachtungsaufgabe ab.